# Епархия Кальтаджироне
Епархия Кальтаджироне (лат. Dioecesis Calatayeronensis, итал. Diocesi di Caltagirone) – епархия Римско-католической церкви, в составе митрополии Катании, входящей в церковную область Сицилии. В настоящее время епархией управляет епископ Калоджеро Пери. Викарный епископ – Умберто Педи.
Клир епархии включает 89 священников (77 епархиальных и 12 монашествующих священников), 9 диаконов, 15 монахов, 121 монахинь.
Адрес епархии: Piazza S. Francesco d'Assisi 11, 95041 Caltagirone [Catania], Italia. Телефон: 0933 22 707. Факс: 0933 58 843. Электронная почта: info@diocesidicaltagirone.it.

## Территория
В юрисдикцию епархии входят 57 приходов в коммунах Сицилии: все в провинции Катания — Кастель-ди-Джудика, Граммикеле, Ликодия-Эубея, Маццарроне, Милителло-ин-Валь-ди-Катания, Минео, Мирабелла-Имбаккари, Палагония, Раддуза, Рамакка, Сан-Коно, Сан-Микеле-ди-Ганцария, Скордия, Виццини и город Кальтаджироне.
Все приходы образуют 3 деканата.
Кафедра епископа находится в городе Кальтаджироне в церкви Святого Иулиана.

## История
Кафедра Кальтаджироне была основана 12 сентября 1816 года буллой Romanus Pontifex Папы Пия VII на части территорий епархии Катании и архиепархии Мессины. Первоначально епархия была епископством-суффоаганством архиепархии Монреале.
20 мая 1844 года епархия приобрела современные и вошла в состав церковной провинции Сиракуз.
2 декабря 2000 года епархия Кальтаджироне вошла в состав митрополии Катании.

## Ординарии епархии
- Гаэтано Мария Джузеппе Бенедетто Плачидо Винченцо Тригона-э-Паризи (21.12. 1818 — 15.4.1833) — назначен архиепископом Палермо;
- Бенедетто Денти (15.3.1833 — 3.8.1853) — бенедиктинец;
- Джузеппе Мария Манискалько (17.4.1854 — 10.4.1855) — францисканец;
- Луиджи Натоли (15.3.1858 — 22.2.1867) — назначен архиепископом Мессины;
- Антонио Морана (23.2.1872 — 18.8.1879);
- Джованни Баттиста Бонджорно (22.9.1879 — 14.3.1887);
- Саверио Джербино (14.3.1887 — 15.2.1898);
- Дамазо Пио Де Боно (28.11.1898 — 1.4.1925);
- Джованни Барджиджа (14.3.1927 — 6.7.1937) — назначен епископом Виджевано;
- Пьетро Капицци (12.8.1937 — 11.11.1960);
- Франческо Фазола (11.11.1960 — 25.6.1963) — облат, назначен архиепископом Мессины;
- Кармело Канцоньери (30.7.1963 — 8.1.1983);
- Витторио Луиджи Монделло (30.7.1983 — 28.7.1990) — назначен архиепископом Реджо-Калабрия-Бовы;
- Винченцо Манцелла (30.4.1991 — 17.12.2009) — назначен епископом Чефалу;
- Калоджеро Пери (с 30 января 2010 года — по настоящее время) — капуцин.

## Статистика
На конец 2006 года из 154 290 человек, проживающих на территории епархии, католиками являлись 151 430 человек, что соответствует 98,1% от общего числа населения епархии.
| год  | население | население | население | священники | священники        | священники         | священники                           | постоянные диаконы | монахи  | монахи  | приходы |
| год  | католики  | всего     | %         | всего      | белое духовенство | черное духовенство | число католиков на одного священника | постоянные диаконы | мужчины | женщины | приходы |
| ---- | --------- | --------- | --------- | ---------- | ----------------- | ------------------ | ------------------------------------ | ------------------ | ------- | ------- | ------- |
| 1950 | 151.200   | 151.600   | 99,7      | 150        | 121               | 29                 | 1.008                                |                    | 34      | 196     | 41      |
| 1959 | 162.500   | 162.850   | 99,8      | 157        | 123               | 34                 | 1.035                                |                    | 44      | 268     | 47      |
| 1969 | 159.126   | 159.639   | 99,7      | 140        | 98                | 42                 | 1.136                                |                    | 51      | 256     | 56      |
| 1980 | 168.500   | 170.600   | 98,8      | 113        | 89                | 24                 | 1.491                                |                    | 27      | 195     | 59      |
| 1990 | 152.197   | 154.400   | 98,6      | 106        | 87                | 19                 | 1.435                                |                    | 23      | 173     | 60      |
| 1999 | 154.545   | 156.976   | 98,5      | 95         | 83                | 12                 | 1.626                                | 5                  | 13      | 145     | 59      |
| 2000 | 153.146   | 155.587   | 98,4      | 96         | 84                | 12                 | 1.595                                | 6                  | 14      | 151     | 57      |
| 2001 | 153.524   | 156.026   | 98,4      | 93         | 81                | 12                 | 1.650                                | 8                  | 13      | 147     | 57      |
| 2002 | 155.113   | 157.690   | 98,4      | 86         | 77                | 9                  | 1.803                                | 8                  | 10      | 139     | 57      |
| 2003 | 154.983   | 157.729   | 98,3      | 86         | 77                | 9                  | 1.802                                | 8                  | 13      | 134     | 57      |
| 2004 | 154.323   | 157.082   | 98,2      | 88         | 78                | 10                 | 1.753                                | 9                  | 13      | 133     | 57      |
| 2006 | 151.430   | 154.290   | 98,1      | 89         | 77                | 12                 | 1.701                                | 9                  | 15      | 121     | 57      |